# Tirana International Hotel

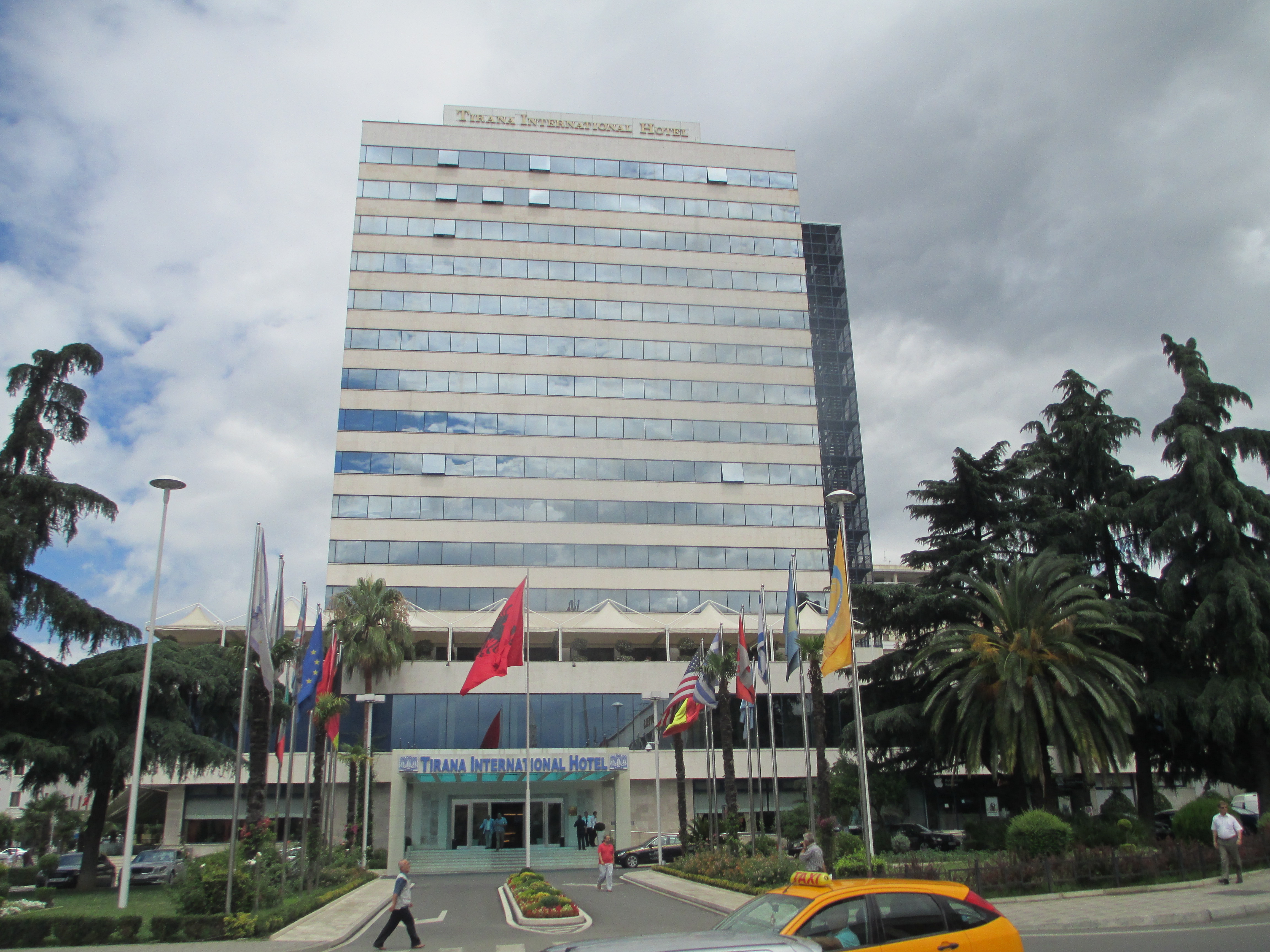
Hauptfassade des Hotels

Das Tirana International Hotel & Conference Centre ist ein Viersterne-Hotel in der albanischen Hauptstadt Tirana. Es liegt direkt am zentralen Skanderbeg-Platz und am Boulevard Zogu I. Die lokale Bevölkerung nennt es auch Pesëmbedhjetëkatëshi („Der 15-Stöckige“).

## Geschichte

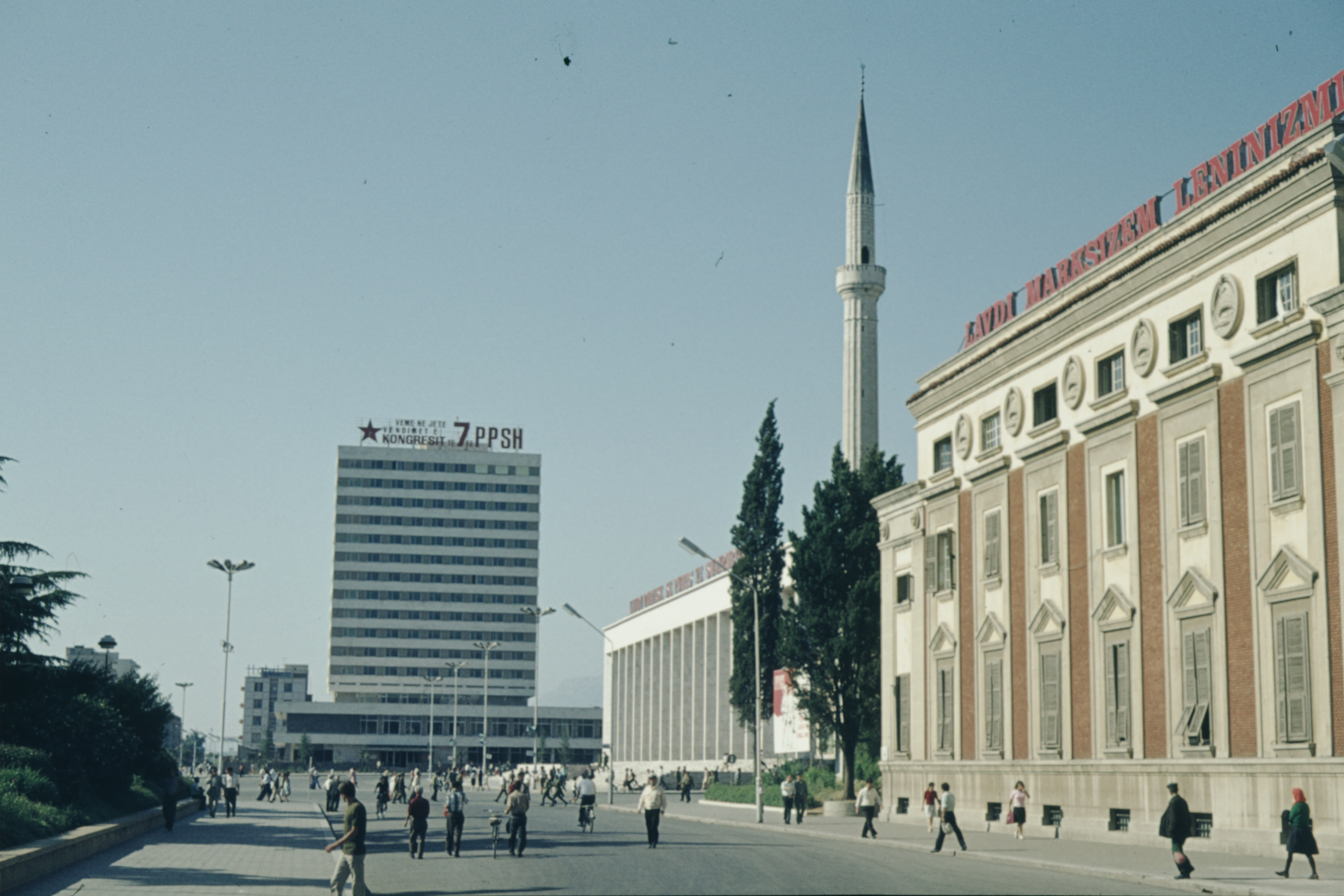
Aufnahme des östlichen Skanderbeg-Platzes von 1978: noch im Ausbau befindliches Hotel im Hintergrund mit kommunistischer Propaganda anlässlich des 7. Kongresses der Partei der Arbeit

Bei der Neugestaltung des Skanderbeg-Platzes in den 1960er Jahren wurde auch ein Hotel geplant. Nach dem in den 1960er Jahren erbauten Kulturpalast wurde Anfang der 1970er Jahre mit dem Bau des Hotels, dem zweiten großen Gebäude im Sowjet-Stil, begonnen. Es folgte als dritter Prunkbau am Skanderbeg-Platz das Historische Nationalmuseum. Für den Bau des Hotels wurden vor allem vorfabrizierte Betonelemente verwendet. Das Hotel wurde 1979 nach rund zehnjährigen Bauarbeiten als Hotel Tirana mit damals 324 Zimmern eingeweiht. Dem Architektenteam unter Leitung von Valentina Pistoli gehörten Petraq Kolevica, Koço Çomi, M. Pepa, Klement Kolaneci und N. Theodhosi an.
Mit seinen 15 Stockwerken war das Hotel Tirana bis weit in die 1990er Jahre hinein das höchste Gebäude Albaniens, das mit seiner weißen Fassade über viele Kilometer sichtbar war. Es ist 56 Meter hoch.
In den 80er Jahren war das Hotel Tirana ein beliebter Treffpunkt von Mitgliedern des Politbüros – geheime unterirdische Fluchtgänge sorgten für ihre Sicherheit.
1993 wurde das Hotel mit Finanzmitteln und Krediten der Europäischen Bank für Wiederaufbau und Entwicklung an ein Joint-Venture zwischen dem albanischen Staat und einer italienischen Hotelkette veräußert. Das Hotel stand fortan unter Management der italienischen Hotelkette. In den Folgejahren wurde das Haus komplett innen und außen überholt. Dabei erhielt es das heutige Aussehen. Seit der Wiedereröffnung im März 1995 lautet der Name Tirana International. Für ein paar Jahre war es das führende Haus in der Stadt.
Im Jahr 2001 wurde das Hotel erneut renoviert, um internationalen Standards zu genügen. 2004 hat der albanische Staat seine Beteiligung am Hotel an ein lokales Konsortium von Unternehmern verkauft.

## Ausstattung

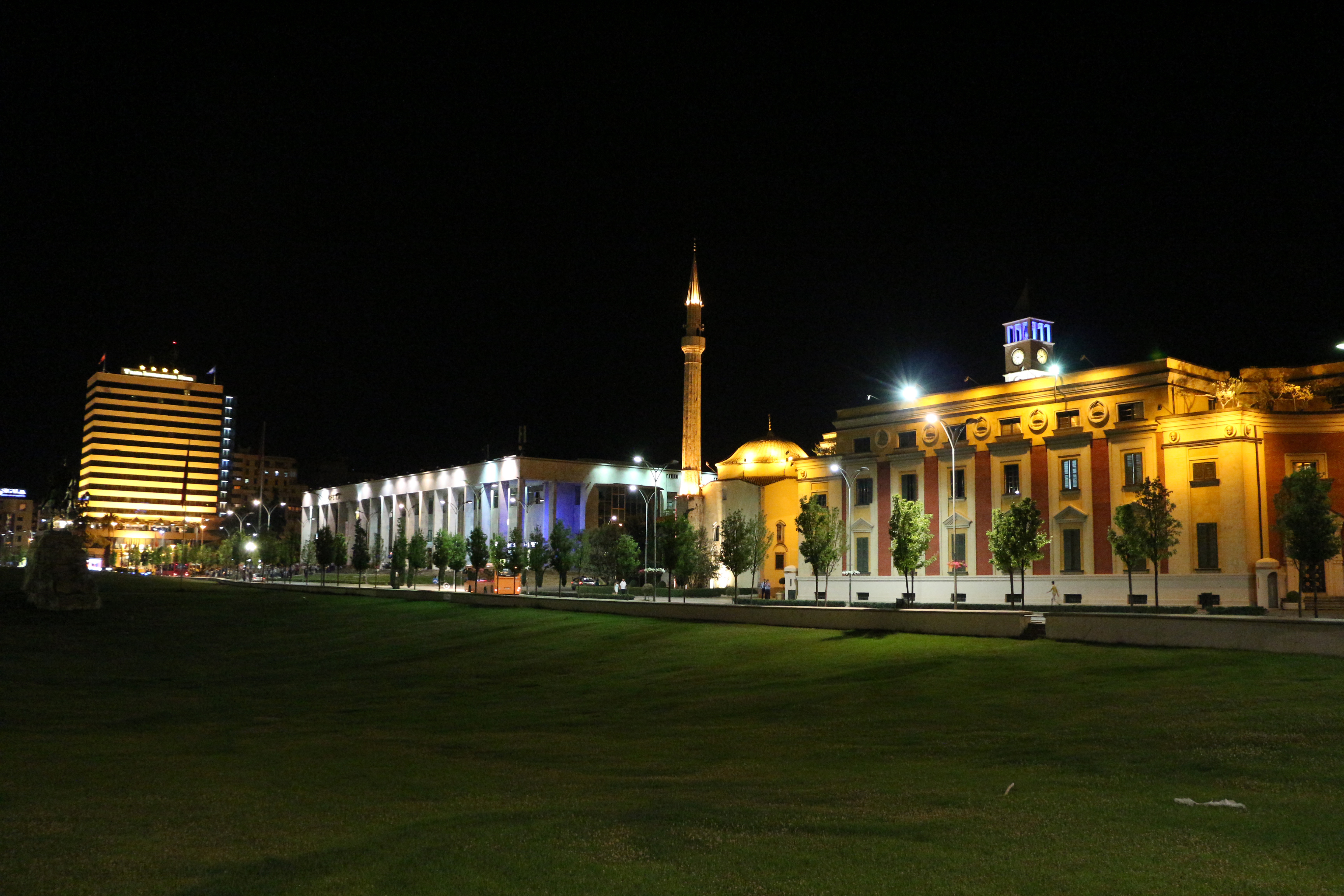
Panorama des Skanderbeg-Platzes bei Nacht mit Hotel, Kulturpalast, Uhrturm, Moschee und Rathaus

Das Tirana International verfügt heute über 166 Zimmer und Suiten. Es zählt zu den wichtigsten Kongress- und Veranstaltungszentren Tiranas. Als typisch städtisches Geschäftshotel verfügt es nur über wenig Grün- und Parkflächen rund ums Haus. Restaurant und Bar dienen noch immer als zentraler Treffpunkt für die Bevölkerung von Tirana.